# 善寧會
善寧會（英語：Society for the Promotion of Hospice Care，簡稱：SPHC），是香港的非牟利組織，期望教育公衆正視死亡及臨終關懷，帶出珍惜生命訊息。
善寧會轄下的院舍及支援中心包括：賽馬會善寧之家（英語：Jockey Club Home for Hospice，簡稱：JCHH），提供寧養紓緩服務及善別輔導服務予晚期病人及其家人；譚雅士杜佩珍安家舍服務中心（英語：Jesse and Thomas Tam Centre），提供心靈輔導、善別輔導及社區支援。
善寧會現任的執行委員會主席是陳重義博士太平紳士。

## 歷史

### 成立時間
1984年，凱瑟克基金的紀寶儀修女邀請來自英國的St. Joseph's Hospice的James Hanratty教授來港，帶來了眾多在臨終關懷照顧領域的專家及義工等的寶貴人力資源，成為香港在寧養紓緩服務發展方面的基礎。兩年後，紀實儀修女、謝建泉醫生、余榮光醫生、鍾淑子護士、李鼎新牧師及劉勝義神父，為回應社會對寧養紓緩服務的需求，於1986年創立了善寧會的前身「善終服務會」。當時的善寧會在律敦治療養院中只有70平方尺的辨公室開始，並由數位醫生、護士、社工、牧師提供臨終關懷門診服務。

### 白普理寧養中心
善寧會於1992年成立香港首家獨立的寧養服務中心——白普理寧養中心，位於沙田，提供寧養和紓緩照顧服務，首三年由善寧會營運。其後，於1995年轉交白普理寧養中心予醫院管理局管理，代表將臨終關懷服務納入香港的公共衛生體系。

### 譚雅士杜佩珍安家舍服務中心
1997年，善寧會正式成立譚雅士杜佩珍安家舍服務中心（簡稱：安家舍）。安家舍位於九龍區，主要為失去摯愛的喪親人士提供支援及輔導，協助他們面對因親人離世而引起的情緒困擾或生活上的困擾，支持他們重投新生活。

### 賽馬會善寧之家
2012年，香港特別行政區政府撥地予善寧會，及在香港賽馬會慈善信託基金資助下開始籌建位於沙田亞公角山路的賽馬會善寧之家，建於白普理寧養中心的對面。在2017年9月起投入服務，提供30個床位。

## 賽馬會善寧之家
賽馬會善寧之家設有30個獨立床位，並為晚期臨終病者提供全面的寧養紓緩治療、並以「家庭為本」作為服務理念提供家居式支援照顧，令病者能與家人同住下，有尊嚴地渡過最寶貴的時光。
賽馬會善寧之家擁有一支跨專業團隊，由寧養紓緩治療醫生、護士、個人護理員工、專職醫療人員、心理學家和社工組成，為病者提供24小時的支援。有經濟困難的臨終病人如合符資格，可以獲得經濟援助使用善寧會的服務。除了提供寧養紓緩治療服務外，賽馬會善寧之家亦提供專業培訓和教育。

### 設施
- 30間獨立套房間
- 花園
- 專職治療室
- 日間照護中心
- 遊戲室
- 靜思室
- 道別間
- 靈寢室
- 藥房
- 餐廳
- 演講廳

### 服務
- 家居照顧
- 住院服務
- 日間門診服務
- 復康照顧
- 心理輔導及靈性支援
- 輔助療法及專職支援
- 社工服務
- 護老訓練

### 教育及訓練
善寧會以教育及訓練去推廣和提升香港寧養紓緩治療的標準。自2004年起，善寧會每年舉辦香港紓緩照顧專業研討會。於2009年首次舉辦3G圓滿人生輔工課程（簡稱：3G課程），至今已完成了22個3G課程，以退休人士為對象者針對老年可預見之身、心、社、靈問題，提供正向知識，並引導學員積極實踐社會服務，體驗退休者之幸福。善寧會是香港首個提供寧養紓緩治療訓練的機構以及恆常提供有關臨終照顧、喪親支援、預設臨終照顧計劃的課程予本地及到訪的参加者。

## 籌款活動
善寧會是一個自負盈虧的組織，不接受政府補助或年度撥款來支持其行政和運營費用。善寧會的資金全部來自服務收入以及個人、公司和慈善基金會的自願捐款。而每年亦會舉行三項標誌性的籌款活動，以幫助補貼弱勢群體的寧養紓緩治療。

### 登山善行
登山善行首次於1992年舉行，是善寧會的年度籌款活動之一。參賽者可以選擇參加以下四個類別之一：個人，團隊，企業挑戰賽和校友會挑戰賽。登山善行的傳統是於完賽後，參賽者可品嚐印度風味咖哩午餐。活動現任組織委員會主席是Mr. Edward Naylor。

### 「燃亮生命火花」聖誕音樂會
「燃亮生命火花」聖誕音樂會是每年在聖約翰大教堂舉行的籌款活動。音樂會於1990年首次亮相，其中包括香港威爾士男聲合唱團、英基港島中學管弦樂團及合唱團的節日音樂。另外參與者還可以一同為紀念逝者而舉行的樹燈儀式。活動現任組織委員會主席是Mr. Andrew Williamson。

## 管治
截至2019年7月，執委會是善寧會的最高管理層，由20名成員和4名增選成員組成。新成員是在每年12月舉行的年度股東大會上選出的。 現任主席是陳重義博士，自2017年以來一直擔任該職位。

## 外部連結
- 官方网站